# Georg Wilhelm von Braun
Georg Wilhelm von Braun (ur. 1565 r., zm. 1594 r. pod Gödingen) – władca sycowskiego wolnego państwa stanowego w latach 1585-1592

## Rodzina
Pochodził ze starej śląskiej rodziny szlacheckiej. Był synem Jerzego von Brauna i Marianny Rottberg. Jego żoną była Barbara z domu von Schkopp, z którą nie doczekał się potomstwa. 

## Panowanie w Sycowie
Na okres jego rządów przypadła wojna domowa w Polsce po dokonanej w 1587 r. podwójnej elekcji – arcyksięcia Maksymiliana Habsburga i Zygmunta Wazy, której główne zmagania toczyły się pod Byczyną znajdującą się w pobliżu Sycowa. W wyniku tych działań znacznie ucierpiały ziemie wolnego państwa stanowego. 
Młody władca próbował przeciwstawić się tym najazdom i dojść sprawiedliwości za wyrządzone krzywdy na obcych dworach. Gdy nie przyniosło to zamierzonych efektów rozpoczął działania na własną rękę popadając przy tym w niełaskę i długi. Zmusiło to go do zastawienia części Trębaczowa u Rafała Leszczyńskiego. 
Jego panowaniu nie sprzyjał jego porywczy charakter. Młody władca popełnił kilka morderstw za które był pociągany do odpowiedzialności karnej, za pozostał dotknięty finansowo i honorowo. Między innymi skazano go na roczną służbę wojskowa na własny koszt w twierdzy na pograniczu węgiersko-tureckim. Po powrocie z niej w 1591 r. udało mu się sprzedać sycowskie dobra 4 grudnia za kwotę 140 tys. talarów burgrabiemu Abrahamowi von Dohna. 
Zatwierdzenie transakcji przez cesarza nastąpiło dopiero 19 marca 1592. W tym samym roku zmarła jego zona – Barbara, a Jerzy Wilhelm poświęcił się walce z niewiernymi Turkami. Zginął w bitwie pod Gödingen w Austrii, 23 listopada 1594.